# Bogenausstattung

Einschraubmuffe (Metallgewinde) am Bogen

Zur Bogenausstattung gehören je nach Schießart und sportlicher Bogenklasse unterschiedliche technische Erweiterungen am Bogen. Es gibt verschiedene Ausführungen von Pfeilauflagen, Zielhilfen, Klicker, Overdraws, Stabilisatoren für Wurfarme und Bogen. Für die Anbringung von Zusatzausstattung sind im Mittelteil eines dafür vorgesehenen Bogens Metallgewinde eingearbeitet.
Zur Bogenausstattung gehören auch Zusätze für die Bogensehne, wie Geräuschdämpfer, Kisserbuttons und Nockpunkthilfen (aus Metall oder „D-Loops“).
Die technische Bogenausstattung eines Sportbogens hat vor allem bei der olympischen Disziplin des Bogenschießens und beim Schießen mit dem Compoundbogen große Bedeutung. Im Gegensatz zum Traditionellen Bogenschießen, bei dem mit Blankbögen ohne jede Zusatzausstattung geschossen wird, gibt es für den „olympischen“ Bogen und den Compoundbogen eine Vielfalt an Zusätzen, die am Bogen angebracht werden können.

## Bogenvisiere

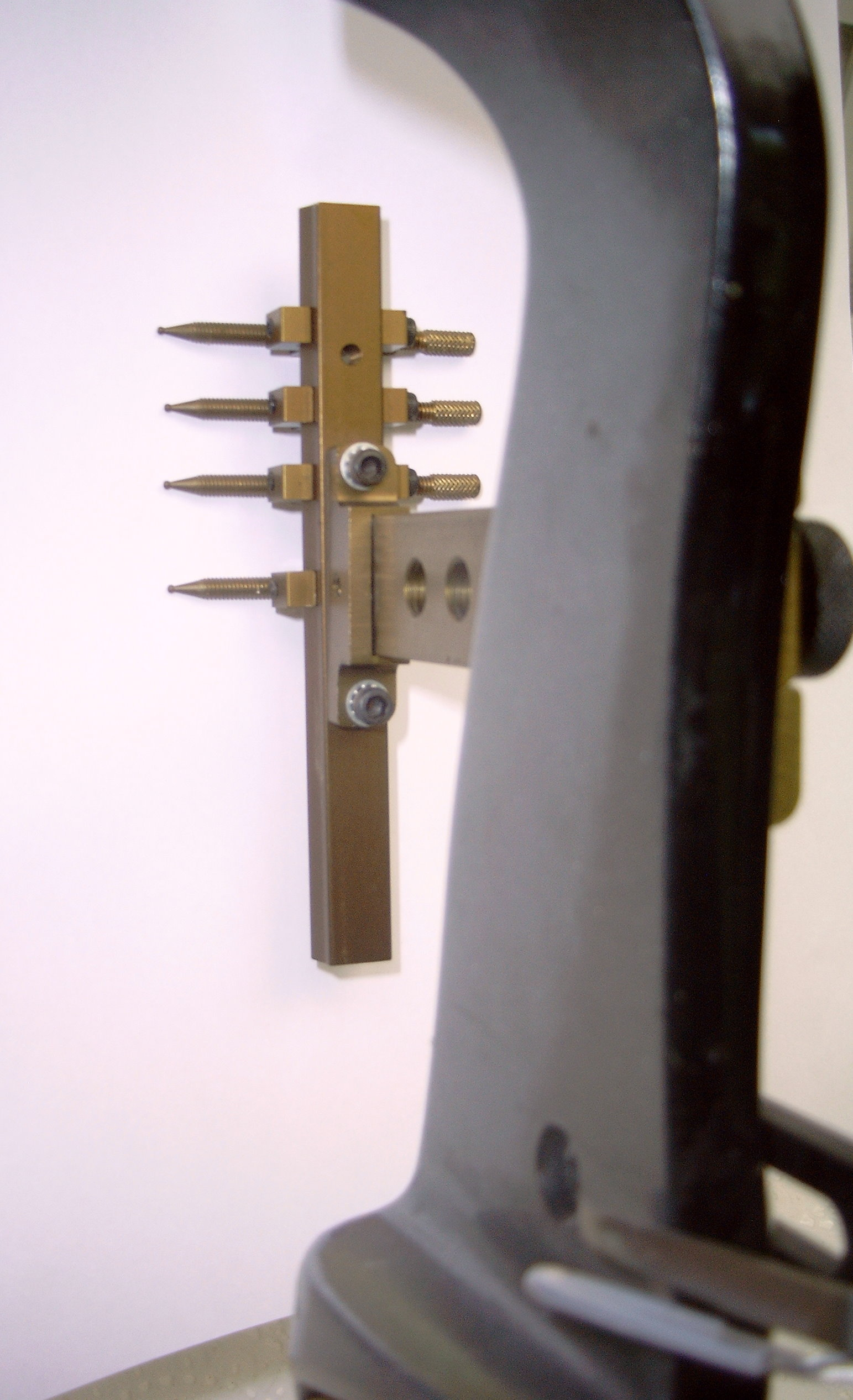
Pinvisier am Compound-Bogen

Bogenschützen verwenden als Zielhilfen spezielle Bogenvisiere vergleichbar mit Kimme und Korn beim Gewehr.
Für Compoundschützen gibt es verschiedene Visiere, beispielsweise Pinvisier oder Scope. So kann das Korn am Compoundbogen Pin oder Scope heißen.

### Pinvisiere
Pinvisiere haben je nach Wettkampfs-Disziplin bis zu fünf erlaubte Pins, die sich für die verschiedenen Entfernungen mittels Schrauben fest einstellen lassen. Dabei dient der oberste Pin für kurze Entfernungen, der unterste Pin für die größte Entfernung. Die Entfernungen zwischen den Pins muss somit eingeschätzt werden. Pinvisiere werden beim 3D-Schießen angewendet, die Pinköpfe können für die Jagd im Dunkeln auch mit LED-beleuchteten Köpfen ausgestattet sein. Auch fällt bei ihnen das zeitaufwendige Verstellen des Visiers weg.

### Laservisiere
Ein neben dem normalen Visier parallel angebauter Laserpointer kann das Visieren noch weiter vereinfachen. Dies ist jedoch bei normalen Turnieren nicht anerkannt und führt bei Anwendung zur Disqualifikation.

### Peep-Sight

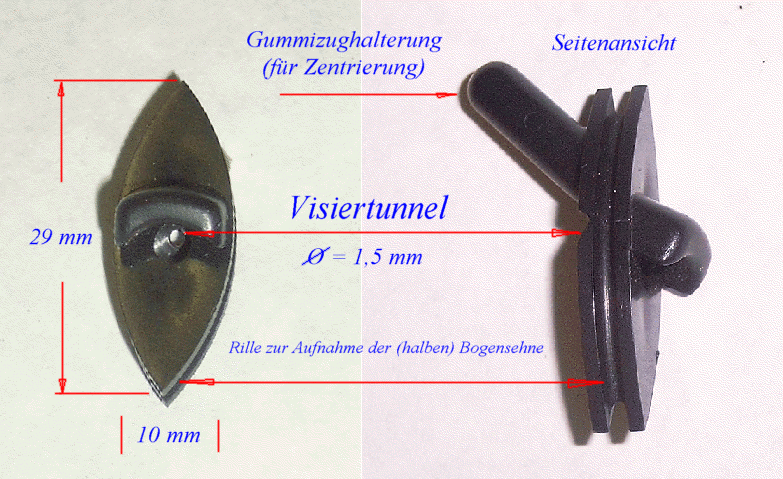
Peep-Sight

Als Kimme dient bei Compound-Bögen das sogenannte Peep-Sight – im Prinzip ein kleines Kunststoffteil mit einem stopfnadelgroßen Loch, welches in die Sehne mittig eingeflochten und fixiert wird. Um zu gewährleisten, dass das Peep-Sight bei gespanntem Bogen in Schussrichtung zeigt, muss es sehr sorgfältig eingeflochten werden. Es können aber auch Flügelnocken oder ein am Griffstück befestigtes Gummiband benutzt werden. Die Blickrichtung: Peep-Sight → Scope → Ziel entspricht beim Gewehr: Kimme → Korn → Ziel.

### Scope

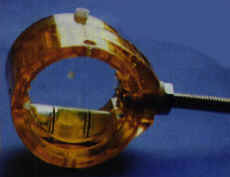
Scope

Das Scope ist eine runde Linse mit Halterung. In seiner Mitte befindet sich ein Punkt, Kreis oder Fadenkreuz, der mit dem Ziel in Deckung gebracht wird. Die Linse hat oft zusätzlich eine optische Vergrößerung (2-, 3-, 4- oder 6-fach). Dadurch können auch auf größere Entfernungen (70, 90 Meter und mehr) Details im Ziel bzw. das Ziel besser gesehen werden. Eine zu starke Vergrößerung macht aber auch jede kleine Bewegung des Bogens sichtbar und führt nicht zu einem besseren Trefferbild. Im Scope ist auch eine kleine Wasserwaage integriert. Mit ihr wird der Bogen nach dem Ausziehen genau senkrecht ausgerichtet (durch Drehen der Bogenhand). Auch dies dient dem präziseren Abschuss, da ein Verkanten des Bogens (Abweichung zur lotrechten Ausrichtung) zu Links-/Rechts-Abweichungen beim Trefferbild führt. Durch eine genau gearbeitete Mechanik kann die Höhe des Scopes verstellt werden. Mit dieser Verstellung wird das Visier auf verschiedene Entfernungen eingestellt. Für jede Entfernung muss das Scope auf der Tragschiene einjustiert werden und bildet somit nur eine Entfernungseinstellung.

## Stabilisator

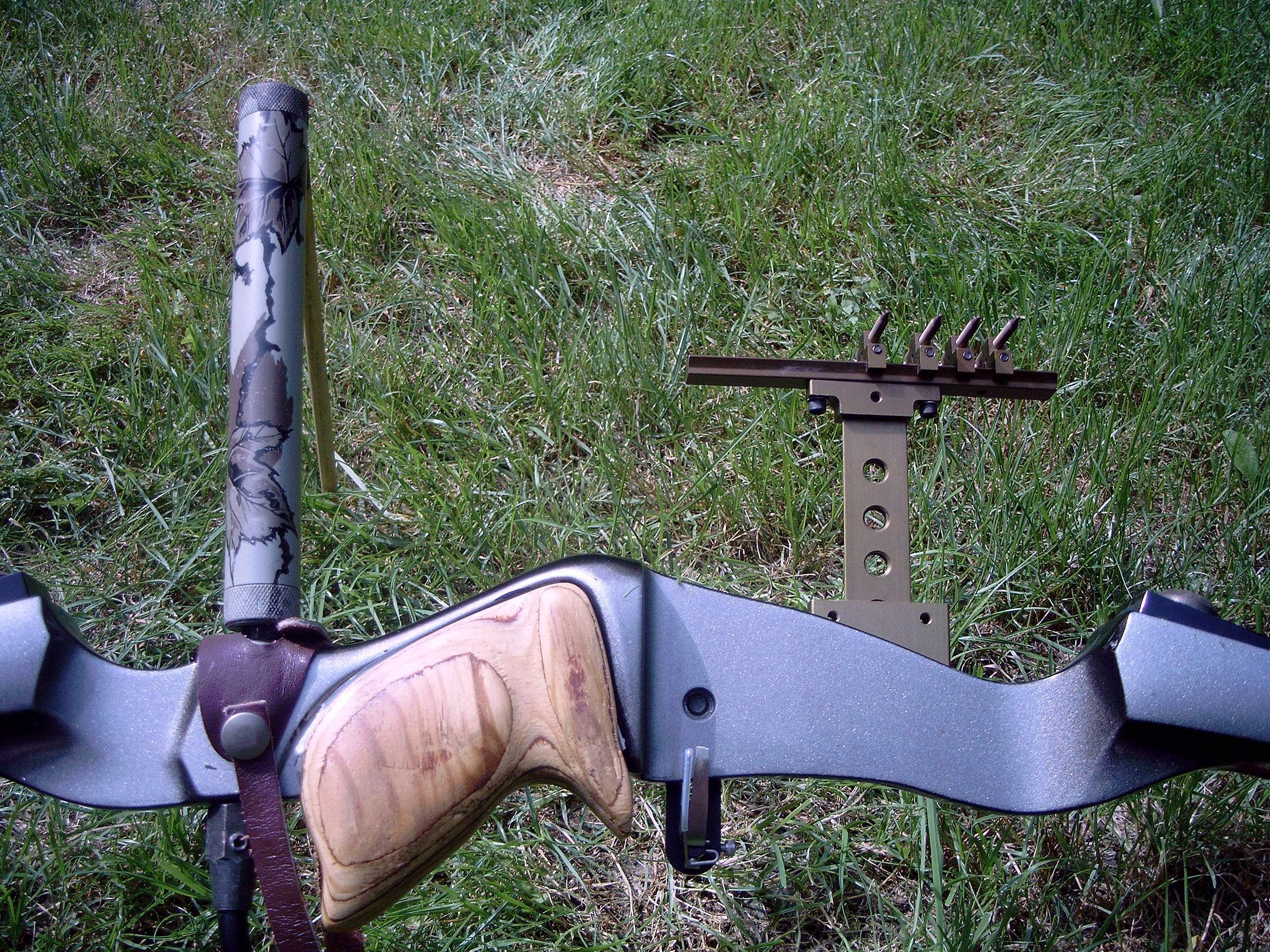
Kurzer (ölgedämpfter) Stabi mit Camouflage-Bemalung am Compoundbogen mit einem 4er Pinvisier

Oftmals werden an den Bögen Stabilisatoren verwendet, die den Bogen besser ausbalancieren und beim Ablass des Pfeils die Schwingungen des Bogens dämpfen. Bei verschiedenen Bogenklassen sind jedoch keine Stabilisatoren zugelassen.

## Pfeilauflage

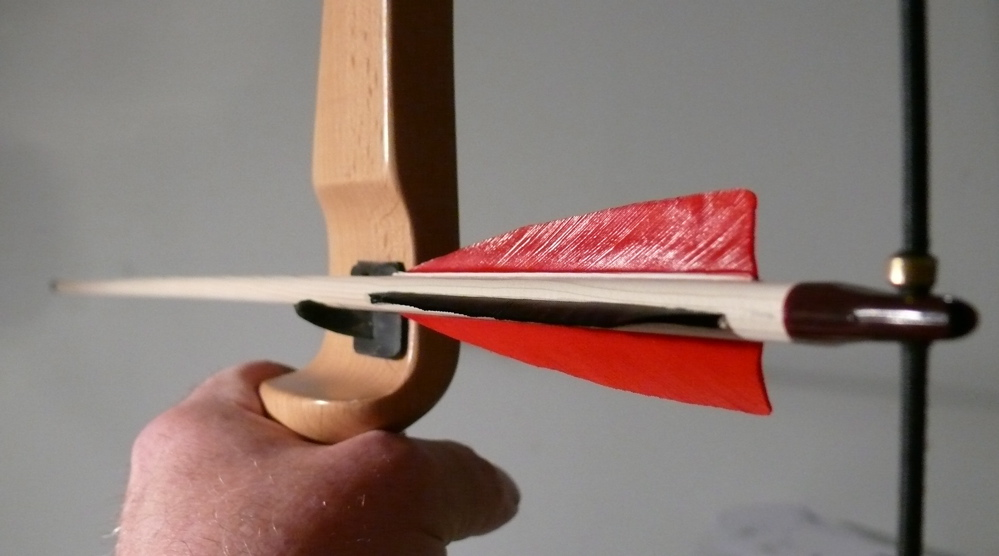
Einfache Kunststoffpfeilauflage

Als Pfeilauflage können beim Recurvebogen einfache Kunststoffpfeilauflagen, die im Bogenfenster aufgeklebt werden, oder hochwertige Metallpfeilauflagen, die am Bogenfenster verschraubt werden, dienen. Wenn ein Klicker oder Button verwendet wird, müssen Pfeilauflage, Klicker und Button aufeinander abgestimmt sein.

### Overdraw

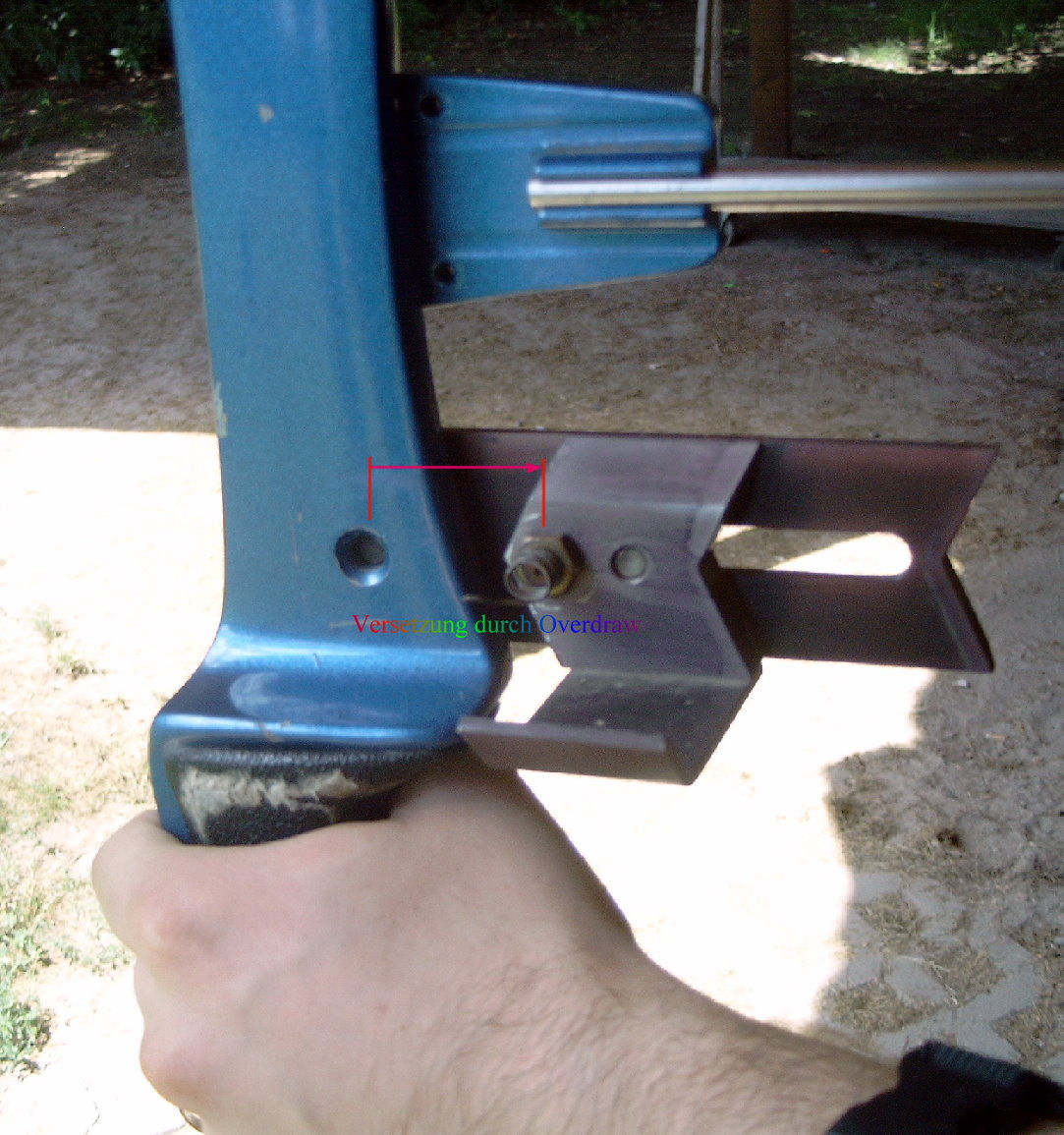
Der Overdraw versetzt die Pfeilauflage zur Sehne hin

Der Overdraw ist eine spezielle Form der Pfeilauflage. Er verschiebt die Pfeilauflage in Richtung der Sehne. Damit können bei gleichem Auszug der Sehne kürzere und deshalb leichtere Pfeile geschossen werden, um eine geradlinigere Flugbahn zu erreichen.

## Klicker/Spiegel
Klicker und Spiegel sind mechanische/optische Vorrichtungen am Bogenfenster und erlauben die Kontrolle der Auszugslänge. Der Pfeil wird daher immer mit der gleichen Energie geschossen und erhöht damit die Treffgenauigkeit auf den längeren Schussdistanzen.
Beim Klicker wird durch ein „Klick“-Geräusch das Erreichen des gewünschten Auszugs signalisiert. Der Klicker unterstützt die Automatisierung des Schussablaufes durch eine akustische Konditionierung.
Die Verwendung eines kleinen am Bogen angebrachten Spiegels zeigt dagegen nur die Länge des gewünschten Auszugs an: wenn die Spitze zu sehen ist, ist die optimale Auszugslänge erreicht. Ein Nachteil kann dabei sein, dass die Aufmerksamkeit des Schützen kurz vom Ziel abgelenkt wird. Allerdings gibt es keine Konditionierung „Klick = Schuss“.

## Button

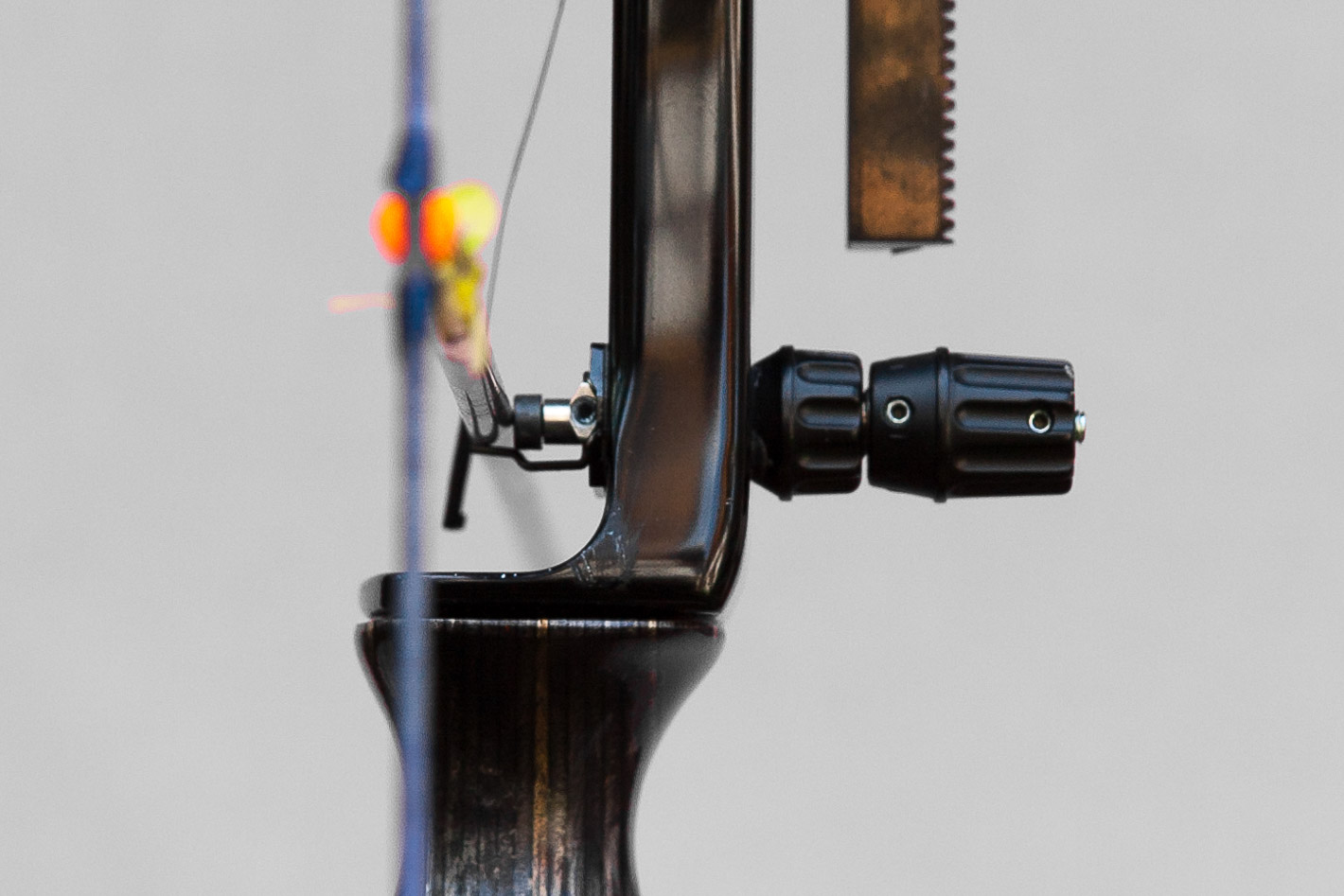
Button im Bogenfenster eines Recurvemittelteils

Der Button (engl. Plunger) dient an der Pfeilauflage als gefederter Abstandshalter zwischen Pfeil und Bogen. Er wird ausschließlich bei Recurvebögen mit Metallmittelteil verwendet. Er ist ein mechanisches Bauteil, das in das Mittelteil (Bogenschießen) eines Recurvebogens oder Blankbogens eingeschraubt wird. Wird ein Button verwendet, so ist immer auch eine Pfeilauflage zu verwenden. Der Button bestimmt dann die Lage des Pfeils auf der Pfeilauflage.

### Verwendung des Button
Die primäre Aufgabe des Buttons ist es, die Steifigkeit des Pfeils auf den verwendeten Bogen und den Schießstil des Schützen anzupassen. Die sekundäre Aufgabe des Button ist, den Pfeil auf der Pfeilauflage vom Pfeilfenster zu distanzieren, damit der Pfeil dieses Teil des Mittelteils des Bogens nicht streift.

### Bauweise
Grundsätzlich sind alle Button so aufgebaut, dass mit einer Mutter die Einbautiefe des Buttons im Mittelteil bestimmt wird und damit, wie weit der Stift des Buttons in das Bogenfenster ragt. Mit einer Schraube am Button selbst wird dann die Federstärke reguliert.
Aufgrund der Tatsache, dass der Button bei jedem Abschuss belastet wird, unterliegt er einem Verschleiß. So wird durch den Kontakt mit dem Pfeil beim Abschuss der Stift des Buttons abgerieben bzw. die Feder des Buttons verliert an Spannkraft. Daher muss der Button (im Regelfall nur der Stift des Buttons und/oder die Feder des Buttons) regelmäßig ersetzt werden. Wird der Button bzw. werden Teile davon ersetzt, muss mittels des Berger-Tests ein erneutes Feintuning vorgenommen werden.

## Shock Terminator Suppressor (STS)

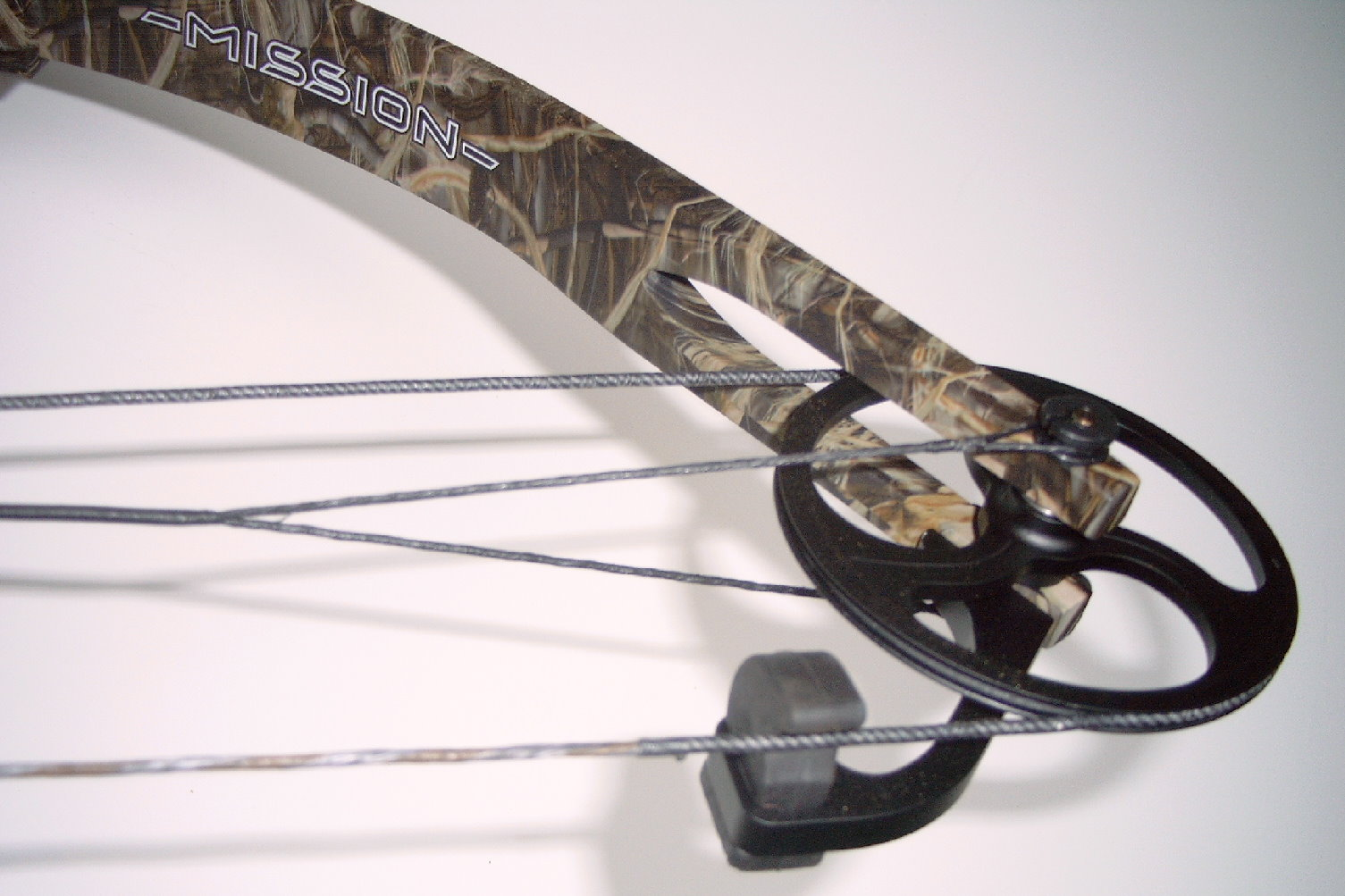
Sehnenstopper am „Idler“ (Umlenkrolle) eines Single-Cam-Bogens

Das STS-System hat die Aufgabe, die Sehne an einer bestimmten Stelle zu stoppen, um damit zu verhindern, dass die Sehne unkontrolliert nach vorne durchschwingt. Das Streifen der Sehne am Unterarm wird damit verhindert und die daraus resultierenden Abschussfehler vermieden. Zum zweiten dämpft das STS-System die Sehnenvibrationen und damit das Sehnengeräusch erheblich. Auf die energieraubenden Sehnengeräuschdämpfer kann verzichtet werden.

## Release

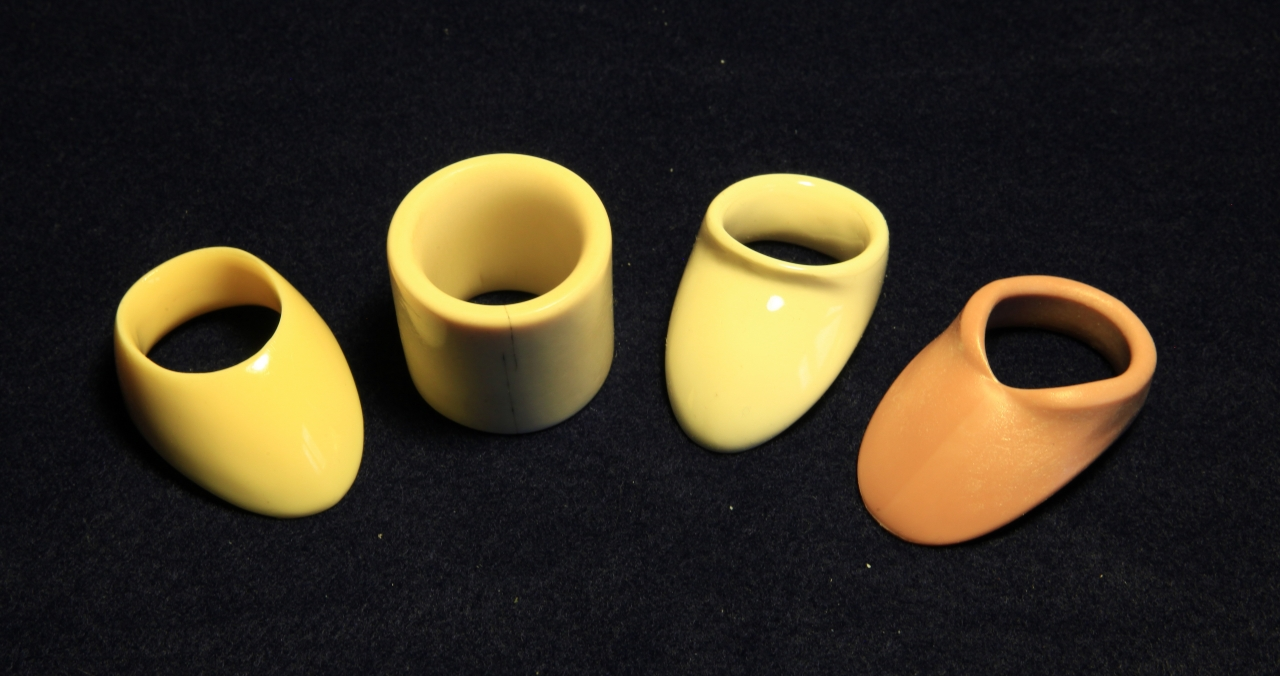
Daumenringe im türkischen, mandschurischen und koreanischen Stil (v. l. n. r).

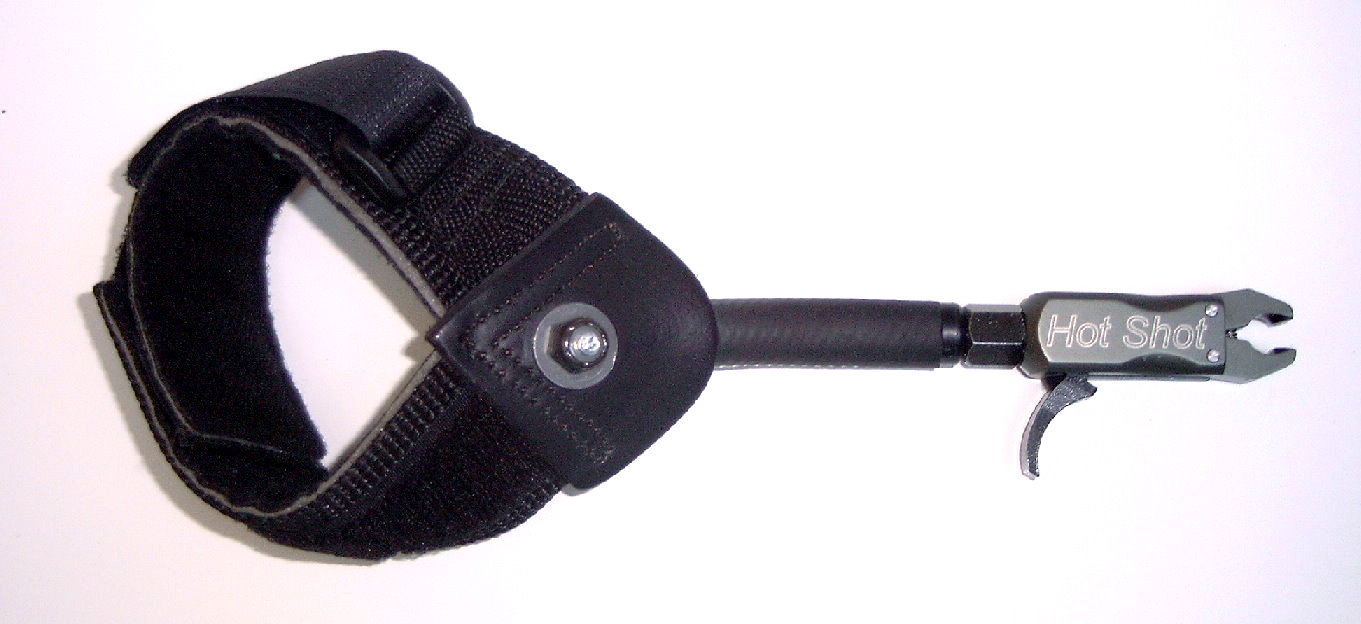
Zangenrelease mit Handschlaufe

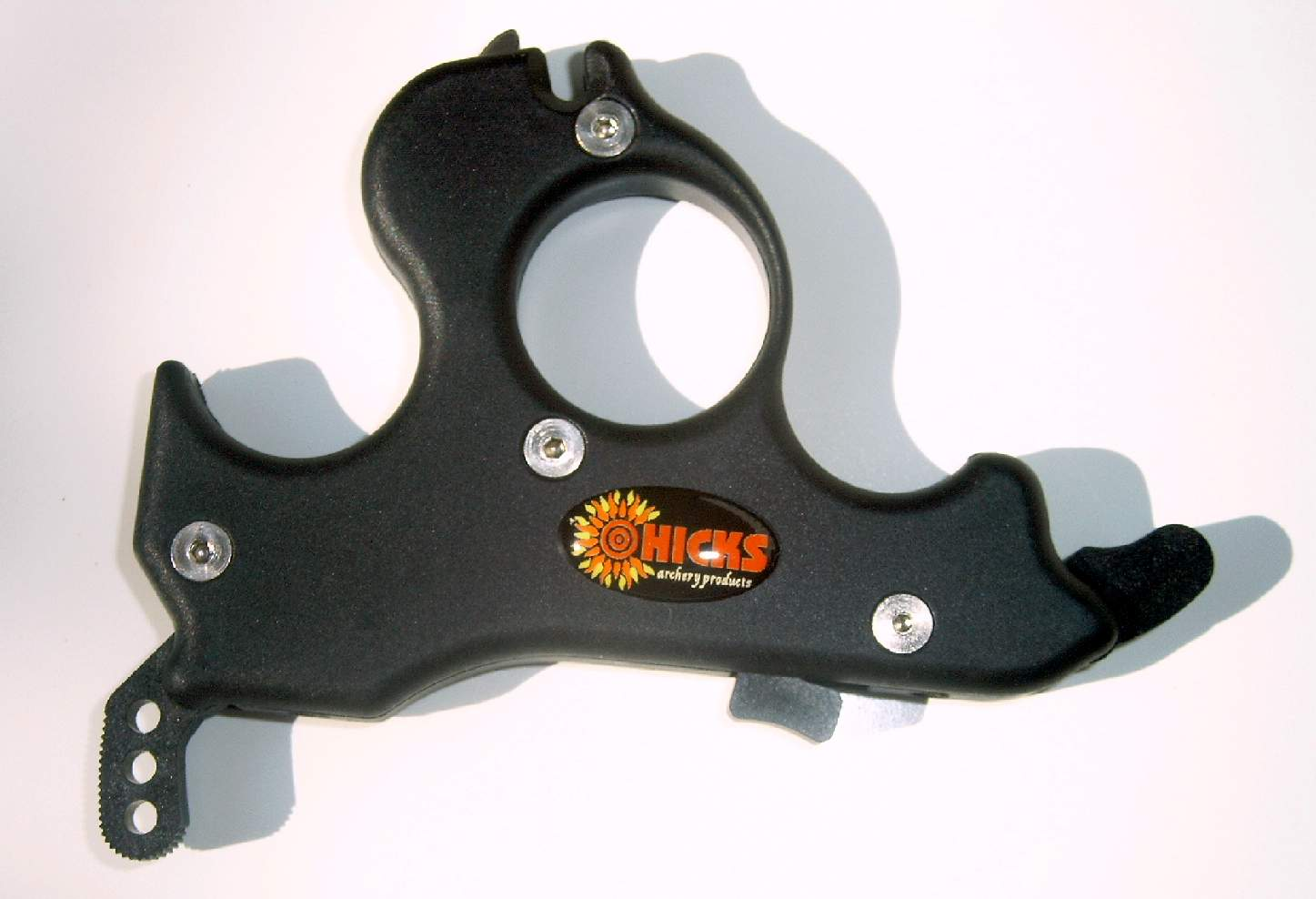
Handrelease für Daumen- oder Kleiner-Finger-Auslösung. Die Sehne kommt in den Haken über der großen „Mittelfinger-Bohrung“

Release (zu Deutsch „loslassen“, „freigeben“, „herausgeben“) bezeichnet eine mechanische Spann- und Ablasshilfe beim Compoundbogen.
Zu den Vorläufern moderner Abschusshilfen, wie sie beim Compoundbogen benutzt werden, gehört der Daumenring, mit dem bei den meisten asiatischen (Reflex-)Bogen die Sehne ausgezogen wurde. Dieser hatte je nach Kulturkreis und historischer Epoche unterschiedliche Form, wurde aus verschiedenen organischen, wie anorganischen Materialien (Leder, Holz, Horn, Knochen, Geweih, Elfenbein, Metall) hergestellt und über den Daumen gestülpt bzw. um ihn gelegt. Die Bogensehne wurde auf den Ring aufgelegt und diese darauf ausgezogen. Je nach Form des Ringes wurde beim Releasevorgang ein Abgleiten oder Abspringen der Sehne vom Ring ermöglicht, sodass sich der Schuss lösen konnte.
Der Compoundschütze zieht die Sehne oftmals nicht mit den Fingern, sondern verwendet eine mechanische Spann- und Ablasshilfe, das  Release. Dies ist erforderlich, da die ausgezogene Sehne des, im Vergleich zum Recurvebogen, wesentlich kleineren Compoundbogens einen sehr spitzen Winkel bildet und die drei Finger zum Halten der Sehne keinen Platz haben bzw. das Ziehen und Halten der Sehne sehr unbequem ist. Das Release wird über eine Schlaufe an der Sehne eingehängt. Es hat entweder einen Abzug, der (ähnlich einem Gewehr oder einer Pistole) den Schuss auslöst, oder das Release wird durch drücken des Abzugs scharfgemacht und löst erst bei Entlastung den Schuss aus.
Andere Modelle lösen den Schuss durch Drehung der Schusshand oder Erhöhung des Zuggewichtes aus. Es gibt Typen, die wie ein Pistolengriff in der Hand gehalten werden und andere, die mit einer Schlaufe am Handgelenk befestigt werden. Der Abschuss mit einem Release ist wesentlich genauer als mit der Hand, da die Sehne beim Abschuss keine (ungewollte) seitliche Auslenkung erfährt und der gesamte Vorgang des Abschusses weniger vom Menschen abhängig ist als beim Lösen von Hand.